# Ad Geelhoed
Leendert Adrie (Ad) Geelhoed (Vught, 12 november 1942 – Arnhem, 20 april 2007) was een Nederlands ambtenaar en jurist. Na een carrière als wetenschapper was hij secretaris-generaal op achtereenvolgens de ministeries van Economische Zaken en Algemene Zaken. Hierna was hij advocaat-generaal bij het Europese Hof van Justitie in Luxemburg. Geelhoed was lid van de Partij van de Arbeid.

## Biografie
Geelhoed groeide op in een streng gereformeerd milieu. Hij doorliep het gymnasium in Kampen en studeerde vervolgens Europees en economisch recht aan de Rijksuniversiteit Utrecht. Hij was na zijn afstuderen kort wetenschappelijk medewerker bij het Europa Instituut van de Rijksuniversiteit Utrecht en vervolgens medewerker (referendaris) van rechter André Donner bij het Europese Hof van Justitie in Luxemburg en raadadviseur op het ministerie van Justitie.
Van 1 januari 1983 tot 1 juli 1990 was Geelhoed lid van de Wetenschappelijke Raad voor het Regeringsbeleid (WRR). Van 1985 tot 1989 was hij tevens buitengewoon hoogleraar Europees en economisch recht aan de Erasmus Universiteit Rotterdam. Op 1 juli 1990 werd hij secretaris-generaal op het ministerie van Economische Zaken. Zeven jaar later, op 1 april 1997, ging hij dezelfde functie bekleden op het ministerie van Algemene Zaken. Hij was daarmee een belangrijk adviseur en medewerker van minister-president Wim Kok.
Op 1 augustus 2000 werd Geelhoed advocaat-generaal bij het Hof van Justitie van de Europese Gemeenschappen, de hoogste rechterlijke instantie van de Europese Unie. In deze functie adviseerde hij de hoogste Europese rechters over rechtszaken. Hij concludeerde onder meer tot halvering van het pensioen van oud-Eurocommissaris Édith Cresson in verband met `vriendjespolitiek`. In een andere zaak concludeerde hij tot onverbindendheid van een EU-richtlijn, omdat deze te slecht was. Hij bekleedde de functie van advocaat-generaal tot 1 oktober 2006. Tot zijn overlijden in april 2007 was hij nog actief als bestuurslid van de telecom-toezichthouder Opta en lid van de Raad van Toezicht van de Erasmus Universiteit Rotterdam. Vanaf 2005 bekleedde hij ook in deeltijd de Dr. J.M. den Uyl-leerstoel "ontwikkeling in het democratisch-socialisme in relatie tot wetenschap en samenleving" aan de Universiteit van Amsterdam.

## Publicatie
- De interveniërende staat (1982)

- Biografisch Portaal: 31384232
- Gemeinsame Normdatei: 170640183
- International Standard Name Identifier: 0000 0000 2365 8543
- Library of Congress Control Number: n82276451
- Nederlandse Thesaurus van Auteursnamen: 067905218
- Parlement.com: vg09llzsaexh
- Système universitaire de documentation: 069031118
- Virtual International Authority File: 70295865
- WorldCat: E39PBJrRkk8yCxP3BPwmb6Xw4q